# Poticuara
Poticuara is een kevergeslacht uit de familie van de boktorren (Cerambycidae). De wetenschappelijke naam van het geslacht werd voor het eerst geldig gepubliceerd in 1991 door Martins & Galileo.

## Soorten
Poticuara omvat de volgende soorten:
- Poticuara exilis (Bates, 1881)
- Poticuara ipiterpe Martins & Galileo, 1991